# Chaparral
|  | Per a altres significats, vegeu «Chaparral (Nou Mèxic)». |

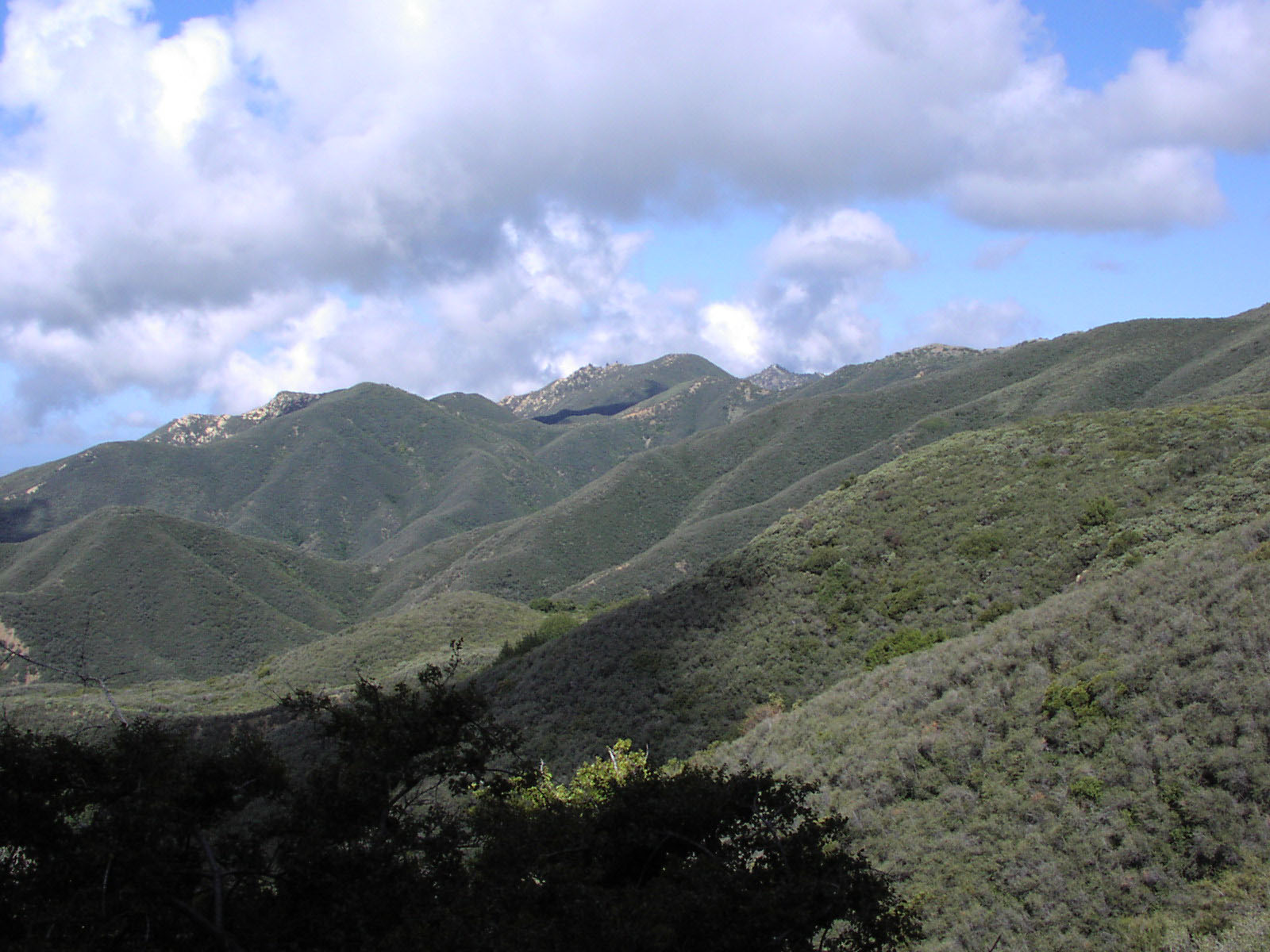
Chaparral a les muntanyes Santa Ynez, prop Santa Barbara, Califòrnia

Chaparral, terme derivat del castellà chaparro, «rabassut» en català, és una comunitat de plantes arbustives que es troba principalment a l'estat de Califòrnia (Estats Units) i al nord de l'estat mexicà de Baixa Califòrnia. Es forma sota el clima mediterrani present a la zona amb plantes tolerants a la secada estival. Fàcilment s'incendia però es recupera amb rapidesa en el cas que els incendis no siguin massa seguits. Les plantes del chaparral tenen la fulla endurida (esclerofil·la) al contrari del bioma litoral del costat que les té toves (que cauen durant l'estiu sec). El chaparral cobreix un 5% de l'estat de Califòrnia i el bioma litoral del costat un 3,5% més de la superfície total de l'estat.
Més o menys equival a la garriga de l'oest del mediterrani, els maquis o el fynbos, per exemple, però les espècies de plantes són completament diferents.
El chaparral està caracteritzat pels incendis freqüents i les plantes que el componen són altament inflamables. Els intervals entre incendis van des de cada pocs anys a un centenar d'anys.
Quan augmenta l'aridesa el chaparral es converteix en una altra comunitat de plantes anomenada en anglès chaparral desert.
Segons la California Academy of Sciences, les comunitats arbustives de clima mediterrani contenen més del 20% de la diversitat de plantes mundial.

## Algunes espècies de plantes del chaparral de Califòrnia
- Adenostoma fasciculatum, Chamise
- Adenostoma sparsifolium, Redshanks
- Arctostaphylos spp., Manzanita
- Ceanothus spp.
- Cercocarpus spp., Mountain mahogany
- Cneoridium dumosum, Bush rue
- Eriogonum fasciculatum, California buckwheat
- Garrya spp., Silk-tassel bush
- Hesperoyucca whipplei, Yucca
- Heteromeles arbutifolia, Toyon
- Lotus scoparius, Deerweed
- Malosma laurina. Laurel sumac
- Marah macrocarpus, Wild cucumber
- Mimulus aurantiacus, Bush monkeyflower
- Pickeringia montana, Chaparral Pea
- Prunus ilicifolia, Islay or Hollyleaf Cherry
- Quercus berberidifolia, Scrub oak
- Q. dumosa, Scrub oak
- Q. wislizenii var. frutescens
- Rhamnus californica, California Coffeeberry
- Rhus integrifolia, Lemonade berry
- Rhus ovata, Sugar bush
- Salvia mellifera, Black sage
- Xylococcus bicolor, Mission manzanita

### Espècies d'ocells essencials pel manteniment del chaparral
- California thrasher (Toxostoma redivivum)
- California towhee (Pipilo crissalis)
- Spotted towhee (Pipilo maculatus)
- Western scrub jay (Aphelocoma californica)